# Dharana
Dharana, sanskrit för koncentration eller fokus på en punkt, är den sjätte lemmen, i den väg till upplysning som Patanjali kallade Ashtanga yoga, även kallad Raja yoga. De åtta lemmarna räknas upp i hans aforismsamling Yoga sutra.
I den femte lemmen, pratyahara, dras sinnena bort från extern påverkan. Dharana bygger sedan vidare på detta genom att sinnet fokuseras på en enda punkt. Detta stadium kommer sedan att leda vidare till den sjunde lemmen, dhyana, djup meditation.